# 瓦利沃
瓦利沃（Waliv），是印度马哈拉施特拉邦Thane县的一个城镇。总人口15312（2001年）。

## 人口
该地2001年总人口15312人，其中男性8893人，女性6419人；0—6岁人口2488人，其中男1292人，女1196人；识字率69.51%，其中男性为76.59%，女性为59.71%。